# Odontaspis ferox
O Odontaspis ferox, conhecida como mangona-olhuda, é uma espécie de tubarão da família Odontaspididae.

## Distribuição
A espécie é presente em todo o mundo, já relatado em mais de 30 países, incluindo inúmeras ilhas fora da costa regiões oceânicas, em profundidades entre 10 e 880 metros. Apesar disso, raramente é avistada e há pouco conhecimento sobre a espécie.

## Descrição

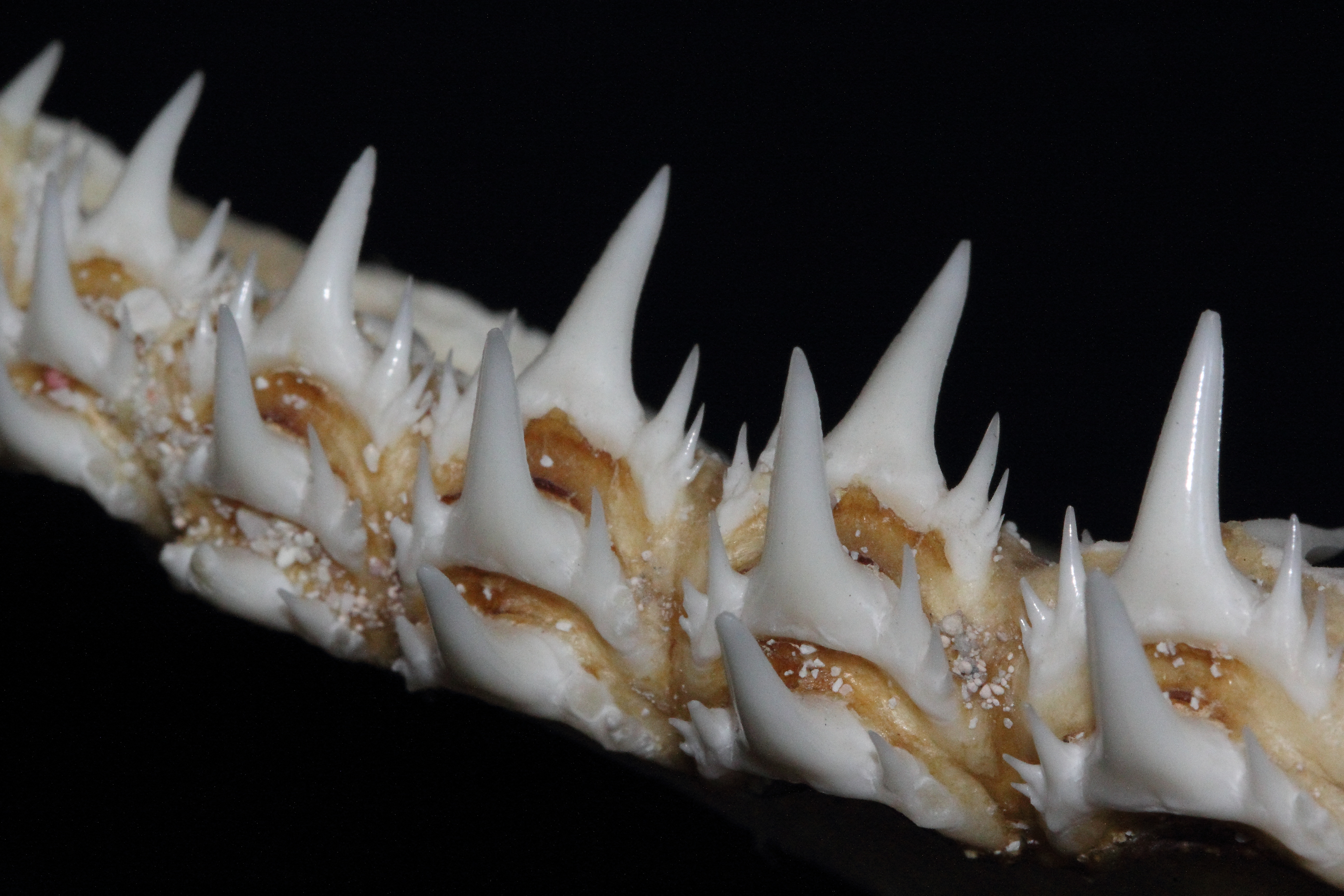
Dentição do O. ferox

A espécie apresenta focinho pontiagudo, olhos pequenos e pequenas nadadeiras dorsal e anal de tamanho semelhante; as duas barbatanas dorsais são subiguais. 
O principal caractere diagnóstico são os dentes multicúspides em forma de espinhos salientes.

## Conservação
As populações de O. ferox estão em declínio e a espécie foi listada pela UICN como vulnerável em escala global e criticamente ameaçada na Europa e no Mediterrâneo.